# Angleško-zulujska vojna
Angleško-zulujska vojna je bila vojna med Združenim kraljestvom in Zulujsko kraljevino. Preden je natalski sekretar za notranje zadeve Theophilus Shepstone, leta 1877 zasedel Transvaal, naj bi s svojo politiko ščitil Zulujsko kraljevino pred nasiljem Burov. Po priključitvi je spremenil svojo politiko, da bi pomiril bele priseljence, nastal pa je tudi načrt za zavzetje Zulujske kraljevine. Izkoristil je obmejne incidente in kot britanski visoki komisar je ukazal, naj se zulujska vojska v tridesetih dneh razpusti. Sečvajo (zulujski vladar) ni popustil in 11. januarja 1879 se je začela vojna. 22. januarja so Britanci doživeli popoln poraz pri Isandhlvani, toda s pomočjo okrepitev so kmalu zavzeli in požgali tedanjo zulujsko prestolnico Ulundi. 28. agusta so ujeli Sečvaja in tako se je 1.septembra vojna uradno končala.